# 妓女
妓女（ぎじょ）は、中国における遊女もしくは芸妓のこと。娼妓、娼女という呼称もある。歌や舞、数々の技芸で人々を喜ばせ、時には宴席の接待を取り持つこともあった。娼婦を指すこともある。

## 概要
太古から妓女的な役割を持った女性は存在したと見られるが、文献による記録は春秋時代から確認することができる。国家による強制的な徴発と戦時獲得奴隷が主な供給源だったと考えられるが、秦の成立以降、罪人の一族を籍没（身分を落とし、官の所有とする制度）する方法が加わった。また、民間では人身売買による供給が一般的であった。その詳細な記録があらわれるのは、唐代以降である。

## 妓女の分類

### 宮妓
皇帝の後宮に所属する。罪人として籍没された女性や外国や諸侯、民間から献上されていた女性が中心であった。后妃とは別に、後宮に置かれ、後宮での業務を行ったり、技芸を学び、皇帝を楽しませた。教坊で技芸を習得した女性もこれに含まれる。衛子夫、趙飛燕や温成皇后などのように后妃に取り立てられるものもいた。

### 家妓
高官や貴族、商人の家に置かれ、家長の妾姫となった。主人だけではなく、客を歓待する席でも技芸により、これをもてなす役目があった。官妓から、臣下に下賜されて家妓になるものもいた。始皇帝の母にあたる呂不韋の妾趙姫や、西晋の石崇の愛妾である緑珠が有名。

### 営妓
軍隊の管轄に置かれ、軍営に所属する官人や将兵をその技芸で楽しませた。唐代に節度使が設置されてから盛んに文献に残っているが、宋代以降はその役割は小さくなっていった。唐代女流詩人の薛濤が有名。

### 官妓
中央政府の教坊や州府の管轄に置かれた。実際は、妓楼や酒楼は個別に運営されており、唐代・長安の北里、明代・南京の旧院は、その代表的な色町である。唐代の天宝年間以降に彼女らを題材にして、多くの士大夫が詩文にうたい、妓女となじんだという記録が盛んになる。明代までその活動は大きなものであった。唐代女流詩人の魚玄機、明代の陳円円、李香君、柳如是が有名。

### 民妓
民営の妓楼に所属した。売春だけを目的とした女性も含まれる。明代以降、官妓が衰退した後、大きな役割を果たすようになった。清代は上海に多くの民妓がいた。宋代の李師師、趙元奴、清代の賽金花が有名。

## 代表的な色街

### 唐代、長安の北里
晩唐の孫棨 『北里志』に詳しい。
長安、東市の西隣にある平康坊の東北の一角にあった。北から順に、北曲、中曲、南曲と呼ばれ、北曲は格が低く、中曲、南曲は格が高い妓楼が多かった。中曲には音楽師が住んでいて、宴席に呼ばれると駆けつけてきた。北里に初めて遊ぶものは、南曲に行った。格の高い妓楼には、入り口の両側に小さな堂があり、入り口や中庭には珍石や池があり、花が植えられていた。客間の3、4間あり、妓女たちは自分たちの部屋を持っており、客を泊めることもあった。洛陽などの地方の妓女に比較して、教養、接遇に優れ、公卿を相手にしても、のびのびと接した。

#### 実態
遊び代には基本料の他に、様々なもので多額の費用がかかり、呼び出すだけで100両以上もかかることがあった。身請にはそれ以上の費用を要した。客は下級官僚や科挙の合格者、受験者、商人が多かった。この時代からすでに水揚げという習慣もあった。また、後に唐の高官となった王式や裴度のような人物も若い頃に、北里で危険に巻き込まれた事例が残っている。
妓女は、身請けされたり、年季が終わり、人に嫁ぐ者もいたが、家庭になじめず逆戻りすることもあった。その他、仮母になる者、官吏の妾になる者もいた。妓女の評判は容貌や若さよりも、話術・詩作・酒令に優れているかという才知による教養的な側面が重視された。
北里の妓女は文化芸術に関する学習機会に恵まれ、多くの者が高い教養を身につけており、士大夫と詩作や評論などを交えることができ、衣食住に困ることが少なかった。このように同時代の女性より、自由が許された反面、身分は低いままであり、正妻に迎えられる者はほとんどいなかった。一般の女性を羨むという妓女の詩も残っている。

#### しきたり
- 妓楼を経営する妓女の母を「仮母」といい、炭が爆ぜるように妓女を叱咤するために、「爆炭」という呼ばれ方もされた。仮母には、妓女が年を重ねてからなり、夫を持たず、有力者の庇護を受けている者が多かった。妓女にするために連れてきた娘に自分の姓を名乗らせ、妓女同士を姉妹と呼ばせた。妓女には、仮母の実の娘がなることもあった。芸を身につけさせるために、妓女の体を打ちすえながら、教えたと伝わっている。実の娘が妓女である場合、比較的かわいがられた。
- 毎月、8・18・28日に平康坊の保唐寺に出ていく時と、客などのお供として呼ばれる以外は、北里から出ることを許されなかった。保唐寺に行く時も、銭1,000文を仮母に納める必要があった。
- 官妓であるために、教坊に籍があり、政庁の宴席に順番に供する義務があった。科挙の進士の合格者の宴には多くの妓女が呼ばれた。
- 妓女に養われた遊び人のことは「廟客」と呼ばれた。
- 妓女は12、13歳で衣を着飾り、客を楽しませる相手となった。
- 妓女同士で、香を焚き、姉妹になることを誓い合う習慣があった。これを「香火兄弟（姉妹）」といった。
- 北里の中での、妓女の頭を「都知」といった。妓女をいくつかの班に分け、席に呼ばれる回数を均等になるように調整する役割があった。これは、現役の妓女の声明高い者が選ばれた。

#### 酒令
唐代では、酒宴は食事が終わってから始まり、杯に酒を注いで相手に勧めて、順々に飲む方法で開かれた。妓楼での夜の酒宴は料金が通常の倍かかった。
酒宴において、行われる酒令は唐代に発達し、さまざまなものが行われた。酒令において、まず、それを取り仕切る「酒糾」（席糾）が客もしくは妓女から決められ、そのもとで遊戯を行い、負けた方に罰杯が課されるものであった。この時、酒宴を盛り上げさせるための機知に富んだ言葉づかいが要求され、これが上手な妓女が高い評価を得た。
酒令にはサイコロなどの道具を使った簡単なものから始まり、決まりを設けて遊ぶ律令、詩歌を即興で生み出す著辞令という難しいものへ移行するのが良いとされた。これは通常の酒宴と比して、「雅飲」と呼ばれた。

### 明代、南京の旧院
明代の余懐『板橋雑記』に詳しい。
東晋の時、建康という名称であった頃から、秦淮河沿いに妓楼が集まっていた。この地方では運河が発達しているため、色町も河に向かって開かれていた。明初の建てられた富楽院の後にできたものが、「旧院」である。科挙の試験会場である江南貢院が近くにあり、科挙・郷試の受験者・合格者の多くが客となった。旧院は「曲中」とも呼ばれ、上品な妓館がびっしりと立ち並んでいた。周りは塀で囲まれていたが、内部は美しい景観をしていた。清代に焼け落ち、復することはなかった。

#### 妓館
妓館には、花や植物が植えられ、狆や鸚鵡が飼われ、香炉が置かれ、また、山水画や骨董が飾られているところが多く、庭園風になっているものもあった。妓館は、互いに奇をてらい合い、提供される様々な香りが数里先まで漂ったと伝えられる。さらに、厨女（女料理人）が働いており、彼女らが料理する山海の珍味がすぐに作れるように準備されていた。旧院には商店もあり、客が妓女に贈るための高級品が置かれていた。また、茶を専門とする茶坊もあった。夜には、妓女による音楽が奏でられ、芝居が上演された。妓館の額もまた、名人の手になるものがいくつもあった。妓館には、他に下働きの下女と男衆が別にいた。
旧院の妓女の部屋もまた、趣味がよく風雅であり、文人の書斎風になっているものもあった。妓館を経営する妓女の母は「鴇母」と呼ばれ、その夫は「亀奴」と呼ばれた。金銭欲が強い者が多かったと伝えられる。

#### 実態
妓女には、鴇母の実の娘もかなりいた。しかし、多くは幼児に売買された女性であり、鴇母によって、厳しく芸を仕込まれた。音楽、漢詩、文芸、絵画、茶、料理、香、書、囲碁、薬学など様々な技芸に通じている妓女もいた。当時の名高い文人たちからも、絶賛されるほどのそのレベルは高かった。
旧院で使われている衣装は、地方での手本となり、雅趣がある地味なものが好まれた。衣装は客が買ってやるが、仕立てなどは鴇母に任せられた。そのため、鴇母もまた「時世粧」（流行）に敏感であった。
客の中に、歓楽に溺れ、財産を失い、零落する者もあった。

#### しきたり
- 芸や話術によって、客を喜ばせる男性の芸人を「幇間」といった。旧院では、高名な楽人、役者、講釈士によって、芸がふるわれた。
- 妓女の芸として、芝居もあったが、名妓たちは演じることを恥としていた。音楽に詳しい人が座に満ち、何度も依頼されて初めて行った。
- 「花案」と呼ばれる妓女の番付大会が行われ、科挙にちなんで状元などが選出された。
- 明代に書かれた小説『金瓶梅』などによると、宴会の席にも妓女は呼ばれた。一見の客には紹介者を要し、呼んだ場合は、その妓女の妓楼まで行かねばならなかった。客に求められ、遠くの場所にともに何日も行くことがあった。

### 清代の上海
清代、韓邦慶『海上花列伝』に詳しい。
イギリス租界の中心に色街があった。妓女のランクは、高い順に「書寓」（もしくは「長三」）、「幺二常子」、「花煙間」、「野鶏」の順に高く、「人家人」という素人の売春婦もいた。妓女は妓楼に一人から数人いて、客が来ると、茶を出して、妓女が迎えた。妓女の部屋に客の知人を招いて、宴会か麻雀会を開くことで、なじみとなることができた。妓女は「先生」と呼ばれ、その多くがパトロンを持っていた。「幺二常子」の多くは妓楼に抱えられたものであった。
清末に阿片が流行し、妓楼では頻繁に客に提供され、好んで吸われた。色街には「烟館」という阿片を吸うための店もあった。また、麻雀やカードを使った賭博も盛んに開かれた。その頃には、梅毒などの性病に感染した妓女も多かった。

## 妓女と文学

### 詩歌
妓女を描写する漢詩は、南北朝時代から作られている。唐代には具体的な題材にとられ、妓女の贈答詩も物語詩も作られた。また、妓女の人間性も詩のテーマに選ばれるようになった。妓女にも詩作ができる者も多く、薛濤、魚玄機、柳如是など一流詩人が出ている。

### 小説・戯曲
唐代には、唐代伝奇という文語小説が書かれ、妓女を主人公としたものもあり、白行簡『李娃伝』、蒋防『霍小玉伝』が代表作として挙げられる。続いて、宋代に書かれた白話小説や元代の戯曲にも題材がとられている。明代に書かれた『水滸伝』や『金瓶梅』でも重要な役割を果たしている。また、明代末には妓女の評判集が多数出版された。清代でも戯曲の傑作である孔尚任『桃花扇』や韓邦慶『海上花列伝』が世に出ている。

## 名妓一覧

### 実在の名妓
- 緑珠（中国語版） - 西晋の歌伎。石崇の妾。
- 蘇小小（中国語版） - 南斉の妓女。江南地区の代表的な妓女として名声が高い。白居易の詩『余杭形勝』『楊柳枝』 などが彼女の姿を描いている。
- 關盼盼（中国語版）- 唐の舞妓。工部尚書張愔の妾。白居易の詩『燕子楼』が彼女の姿を描いている。
- 張紅紅（中国語版） - 唐の歌妓。実名と出身は不明。赤い服を着るのが好きなことから紅紅という名前がついた。元稹・韋青・敬宗など多くの高貴な男性との交際で知られる。
- 薛濤 - 唐の詩妓。魚玄機とならび詩妓の双璧と称される。
- 魚玄機 - 同上。
- 瑩娘 - 唐の平康坊の名妓。
- 楚蓮香 - 唐の妓女。生来異香を有した。外に出ると蝶もミツバチも彼女についてくる。
- 徐月英（中国語版） - 唐の江淮地区の詩妓。彼女の詩『送人』『叙懐』が今に伝わる。
- 杜秋（中国語版）- 唐の歌妓。別名は杜秋娘・杜仲陽。李錡の妾。李錡が処刑されると、憲宗の後宮に入り寵姫となる。その後は穆宗の息子の乳母になった。老後は困窮している。杜牧の詩『杜秋娘詩』は彼女の生涯を描いている。
- 秦若蘭（中国語版） - 南唐の歌妓。別名は秦蒻蘭・秦弱蘭。後周から遣わされた使者の陶谷と会見して両国の平和に尽力した。
- 琴操 - 北宋の華亭出身の詩妓。詩才あり、秦観の詞『満庭芳』の句を改めて人気を博した。蘇軾・黄庭堅・仏印と唱和した。
- 賈愛卿 - 北宋の官妓。李師中は彼女のために詩『韓魏公席上爲官妓賈愛卿作』を書いた。
- 盧媚児 - 北宋の潁州地区の官妓。息を蘭のように吐く。詩人の欧陽修とことごとく知り合った。
- 李師師 - 北宋の歌妓。秦観・周邦彦らの詩人とことごとく知り合った。後、徽宗の寵姫となる。
- 王朝雲（中国語版） - 北宋の歌妓。12歳に蘇軾の愛妾となる。蘇軾が流罪を受けても一緒にいた。
- 粉児 - 南宋の都尉楊震の家妓。詹天游は彼女のために詩『浣溪沙』を書いた。楊震は読んでとても喜んで粉児を天游に贈ったという逸話がある。
- 紫雲 - 明の歌伎。愛する人のために結婚しないことを誓う。
- 秦淮八艶 - 明末清初に南京地区で活躍した八人の妓女
  - 柳如是（中国語版）
  - 陳円円
  - 董小宛（中国語版）
  - 李香君（中国語版）
  - 卞玉京（中国語版）
  - 寇白門（中国語版）
  - 顧横波（中国語版）
  - 馬湘蘭（中国語版）

### 架空の名妓
- 紅拂（中国語版） - 唐の小説『虬髯客伝』の登場人物。隋の楊素の家妓。初唐の名将の李靖に献身的な協力を行った。虬髯客、李靖と共に「風塵三侠」と呼ばれる。
- 李娃（中国語版） - 唐の小説『李娃伝』の主人公。別名は李亞仙。乞食に成り下がった情人の鄭徽を献身的に支え、「義妓」と称賛された。その後鄭徽は状元となる。自身も汧国夫人に叙せられる。
- 趙盼児（中国語版） - 元の雑劇『救風塵』の主人公。同じ妓女の宋引章を妹のように可愛がり、その後引章は貴公子の周舍に買われてその妾になったが、しばしば虐待を受けた。盼児の奔走・周旋によって、引章は離婚に成功し、両想いの安秀実と結婚した。
- 紅綃 - 元の雑劇『紅綃』の主人公。愛を求める女性像として描かれている。